# スティーブ・ラージェント
スティーブ・ラージェント (Steve Largent、1954年9月28日 -)は、オクラホマ州タルサ出身のアメリカンフットボールの元選手、元政治家である。
1976年から1989年まで、NFLのシアトル・シーホークスでワイドレシーバー(WR)として活躍し、引退後は1994年から2002年までアメリカ合衆国下院の議員として政治活動を行った。

## フットボール選手として
1974年、ラージェントは、タルサ大学で884ヤード14タッチダウンキャッチを記録し、1975年には51キャッチ1000ヤード14タッチダウンキャッチを記録した。
タルサ大学での全米レベルの活躍にもかかわらず、1976年のNFLドラフトでは、ヒューストン・オイラーズに全体117番目という下位指名を受けた。
4試合のプレシーズンゲームの後、チームからカットされることになり、ここでフットボール選手としてのキャリアが始まる前に断たれる危機があったが、最終的には翌年の8巡目指名と引き換えにシアトル・シーホークスにトレードされ、現役生活を続けることができた。
ワイドレシーバーとして特にスピードがあるわけではなかったが、難しい球を確実にキャッチするプレースタイルで、シーホークスに移籍後は大活躍した。そのプレーぶりから「Yoda」という愛称で親しまれた。1989年に引退するまでの14年間で、当時の様々なレシーブのNFL記録を更新し、背番号80番はシーホークスの永久欠番となった。
通算レシーブ記録819回は、ワシントン・レッドスキンズのアート・モンクによって、1992年10月に更新された。
1999年にNFL殿堂入りした。

## 選手引退後
選手引退後は、1994年から2002年までアメリカ共和党所属オクラホマ州選出の下院議員として政治活動を行い、2002年にオクラホマ州知事選に出馬したが、約7000票差で落選した。
オクラホマ州知事選落選後は、無線通信の業界団体のCEOに就任し、2014年までその職を務めた。
シアトル・シーホークスはチームにその年最も貢献した人物に対してスティーブ・ラージェント賞 (Steve Largent Award) を贈っている。